# Suzuki DR-650
La Suzuki DR650 es una motocicleta con una larga trayectoria dentro de la línea de motocicletas de Suzuki, lo que viene a ser una moto de las de antes. Introducida en 1990 como un reemplazo del modelo DR600. La DR es una motocicleta de enduro con un motor de 1 cilindro contrabalanceado enfriado por aire y aceite que entrega hasta 46 CV.  Tiene además un tanque de combustible de 13 l. Y cuenta con un mayor tipo de trabajo

## Historia y desarrollo
Los primeros modelos introducidos fueron los Djebel/Dakar y el RS que tenían arranque por patada. En 1991, el primer modelo de arranque eléctrico se introdujo con el nombre DR650RSE. En 1992 el modelo Djebel/Dakar fue reemplazado con la DR650R. Este modelo tenía mejoras en el sistema de escape, un tanque de combustible más pequeño y una reducción de 8 kg de peso.
En 1996 la DR650SE fue introducida reemplazando todos los modelos anteriores, su motor sufrió un rediseño radical, en el que se disminuyó su potencia final aunque se suavizó la curva de entrega de la misma su peso también se redujo en alrededor de 25 kg (55 lb). En 2002 se cambió el estilo de las  DR's al color amarillo y vivos que usaba Suzuki para sus motos de carreras Cross. Los modelos SE de 2010-2015 tenían la opción de fábrica de un asiento menos alto para reducir en 45mm la altura del mismo desde el nivel del piso, para motociclistas de baja estatura, junto con una reducción de la altura de la suspensión trasera y delantera y pata de soporte lateral más corta. El asiento de la SE se hizo angosto y firme. La SE no tenía tacómetro pero con los engranes originales podía tener velocidad crucero de 110-115 con facilidad. Tiene un encendido electrónico digital CDI camisa en el cilindro para reducir el peso. El tubo de escape es de acero inoxidable pintado de negro para reducir la oxidación. El motor tiene un funcionamiento suave a pesar de ser monocilíndrico debido a su cigüeñal bien balanceado. A 120kph tiene potencia de sobra para realizar rebases. El carburador de 40mm Mikuni le suministra una potencia suave. Tiene arranque exclusivamente eléctrico. La llanta frontal estándar de 21 pulgadas da un buen control en caminos con gravilla pero es adecuada para caminos pavimentados a alta velocidad. El modelo SE del 2013 SE tenía una autonomía de aproximadamente 240 km con un tanque de 13L, logrando un consumo de poco más de 5L/100km. La horquilla frontal no es ajustable mientras que en el brazo columpio posterior se puede ajustar la precarga al mono shock de una manera ligeramente difícil mediante un collar con cuerda, para lograr afinar el amortiguamiento de la suspensión. La moto está aprobada para uso de motociclistas principiantes en Australia y Nueva Zelanda donde se clasifica como motocicleta con motor de 43CV. La motocicleta tiene una excelente reputación por su confiabilidad. Los modelos del 2013 y 2014 están disponibles en los colores blanco y gris
Para el modelo 2015 la motocicleta cumplirá los 20 años en el mercado. La motocicleta ha sido la motocicleta de más de 500cc mejor vendida en Nueva Zelanda. La DR650 también ha tenido muy buenas ventas en Australia y Canadá. No son comunes las ventas de esta moto en Europa debido a las estrictas leyes contra la contaminación (Euro 3), que hacen virtualmente imposible para una motocicleta de carburador pasar las pruebas. El modelo de aniversario 2015 es de color blanco y gris con una banda de color dorado en el tanque y tubo de escape en acabado brillante.